# تایگرایر استرالیا
تایگرایر استرالیا (به انگلیسی: Tigerair Australia) یک شرکت هواپیمایی ارزان‌قیمت استرالیایی با کد فرودگاهی یاتا TT بود که به ۷ مقصد پرواز انجام می‌داد.